# Mary Healy
Mary Healy (ur. 14 kwietnia 1918 w Nowym Orleanie, zm. 3 lutego 2015 w Calabasas) – amerykańska aktorka i piosenkarka.
Przez blisko całą karierę aktorską występowała u boku swojego męża.

## Filmografia (wybrana)
- 1939: Second Fiddle
- 1940: Star Dust
- 1941: Zis Boom Bah
- 1942: Strictly in the Groove
- 1953: The 5000 Fingers of Dr. T
- 1982: Flambeurs
- 1988: Czekoladowy sekret